# Occident (politische Bewegung)

Das Keltenkreuz, eines der Symbole der Bewegung

Occident (1964 bis 1968) war eine gewalttätige ultrarechte Bewegung in Frankreich.

## Gründung und Auflösung
Occident wurde 1963 von Parisern Schülern und Studenten gegründet. Ihr Sprecher war Pierre Sidos. Nachdem es im Mai 1968 zu schweren Krawallen zwischen Occident und linksextremen Gruppen gekommen war, verfügte Innenminister Raymond Marcellin die Auflösung der Organisation. Als Nachfolgeorganisation gilt Ordre nouveau.

## Politik
Im Katalog der Nationalbibliothek Frankreichs wird sie als rechtsextreme, antikommunistische, antifreimaurerische, ultranationalistische politische Bewegung charakterisiert, die das Konzept der Demokratie anprangert. - Entstanden aus der Auflösung der Pariser Sektion der Fédération des étudiants nationalistes (FEN). Die Bewegung rekrutierte hauptsächlich Studenten. Sie war stark antikommunistisch, prangerte aber auch die Regierung von Präsident Charles de Gaulle an und stimmte in den Chor der pied-noirs (Algerienfranzosen) ein, die de Gaulle beschuldigten, sie verraten zu haben.
Als es im Mai 1968 zu gewalttätigen Auseinandersetzungen kam, wurde Occident als gewalttätige und illegale Gruppe angesehen und daher von der Verwaltung aufgelöst. Die mit Anhängern der OAS vermischte Gruppe Occident hatte „angeblich die ersten Zusammenstöße zwischen Studenten und Polizei planmäßig provoziert“. Occident und seine Nachfolgegruppen tragen das Emblem des keltischen Kreuzes.
Viele ihrer Mitglieder schlossen sich rechtsextremen Gruppen wie der Groupe Union Droit an oder wechselten ins konservative Lager.
- Alain Madelin (Minister in der Präsidentschaft François Mitterrands und Jacques Chiracs), Patrick Devedjian (Minister in der Präsidentschaft Nicolas Sarkozys) und Claude Goasguen (Minister in der Präsidentschaft Jacques Chiracs) schlossen sich konservativen Parteien an;
- Alain Robert und Hervé Novelli (Staatssekretär in der Präsidentschaft Nicolas Sarkozys) kamen zunächst bei rechtsradikalen Parteien unter, bevor sie zu konservativen Parteien wie Les Républicains übertraten;
- Michel de Rostolan wurde Mitglied des Front National.